# جبريل ر. جي. بينيتو إراولا
جبريل ر. جي. بينيتو إراولا (بالنرويجية البوكمول: Gabriel R.G. Benito)‏ هو بروفيسور واقتصادي نرويجي، ولد في 16 أبريل 1960.